# Berita Harian
Berita Harian ('Dagelijks Nieuws') is een Maleistalig dagblad in Maleisië. De zondagseditie heet 'Berita Minggu'. De krant is regeringsgezind.
De krant werd opgericht op 1 juli 1957. Sinds 1 januari 2008 verschijnt het blad in tabloid-formaat. In 2009 was de oplage 154868 exemplaren. De eigenaar is Media Prima Berhat. De krant is gevestigd in Kuala Lumpur.